# Olbia Calcio 1996-1997
Questa pagina raccoglie le informazioni riguardanti l'Olbia Calcio nelle competizioni ufficiali della stagione 1996-1997.

## Rosa
| N. |                   | Ruolo | Calciatore           |
| -- | ----------------- | ----- | -------------------- |
|    | Italia (bandiera) | C     | Gianpaolo Assorgia   |
|    | Italia (bandiera) | C     | Cristiano Bacci      |
|    | Italia (bandiera) |       | Andrea Barbi         |
|    | Italia (bandiera) | C     | Gianluca Bertini     |
|    | Russia (bandiera) | A     | Krassimir Bogdanov   |
|    | Italia (bandiera) | C     | Davide Bolognesi     |
|    | Italia (bandiera) |       | Antonio Budroni      |
|    | Italia (bandiera) | C     | Andrea Cossu         |
|    | Italia (bandiera) | D     | Giorgio Del Signore  |
|    | Italia (bandiera) |       | Lorenzo Di Loreto    |
|    | Italia (bandiera) | D     | Carmine Fruguglietti |
|    | Italia (bandiera) | A     | Massimiliano Laghi   |
|    | Italia (bandiera) | D     | Simone Loria         |

| N. |                   | Ruolo | Calciatore               |
| -- | ----------------- | ----- | ------------------------ |
|    | Italia (bandiera) | D     | Claudio Mandotti         |
|    | Italia (bandiera) | D     | Massimo Maurizio Mariani |
|    | Italia (bandiera) | A     | Luigi Molino             |
|    | Italia (bandiera) |       | Raffaele Pileri          |
|    | Italia (bandiera) | C     | Sebastiano Pitta         |
|    | Italia (bandiera) | A     | Antonio Primitivo        |
|    | Italia (bandiera) | A     | Giovanni Maria Rassu     |
|    | Italia (bandiera) |       | Onesto Riccitelli        |
|    | Italia (bandiera) | C     | Nicola Sanna             |
|    | Italia (bandiera) | P     | Mario Scanu              |
|    | Italia (bandiera) | A     | Gianluca Siazzu          |
|    | Italia (bandiera) | P     | Alessandro Testaferrata  |
|    | Italia (bandiera) | D     | Roberto Vezzosi          |